# Bajo Gállego
Bajo Gállego este o arie protejată (arie specială de conservare — SAC, sit de importanță comunitară — SCI) din Spania întinsă pe o suprafață de 1.309,13 ha, integral pe uscat.

## Localizare
Centrul sitului Bajo Gállego este situat la coordonatele 41°50′49″N 0°47′35″W / 41.847°N 0.793164°V.

## Înființare
Situl Bajo Gállego a fost declarat sit de importanță comunitară în iulie 2000 pentru a proteja 8 specii de animale. Situl a fost protejat și ca arie specială de conservare în februarie 2021.

## Biodiversitate
Situată în ecoregiunea mediteraneană, aria protejată conține 5 habitate naturale: Galerii de Salix alba și de Populus alba, Râuri mediteraneene cu debit permanent și vegetație de Glaucium flavum, Râuri mediteraneene cu debit intermitent, cu specii de Paspalo-Agrostidion, Galerii și tufărișuri riverane sudice (Nerio-Tamaricetea și Securinegion tinctoriae), Tufărișuri halofile mediteraneene și termo-atlantice (Sarcocornetea fruticosi).
La baza desemnării sitului se află mai multe specii protejate:
- mamifere (2): castor (Castor fiber), vidră de râu (Lutra lutra)
- nevertebrate (2): croitorul mare al stejarului (Cerambyx cerdo), rădașcă (Lucanus cervus)
- pești (2): Cobitis calderoni, Parachondrostoma miegii
- reptile (2): țestoasa de baltă (Emys orbicularis), Mauremys leprosa

Pe lângă speciile protejate, pe teritoriul sitului au mai fost identificate 2 specii de plante, 23 de specii de păsări, 6 specii de amfibieni, 1 specie de mamifere, 1 specie de nevertebrate, 1 specie de pești.